# Stefan Stadler
Stefan Stadler (* 10. Januar 1973 in Rodalben) ist ein deutscher Spieleautor.

## Leben
Gemeinsam mit Michael Rieneck hat der gelernte Buchhändler die Gesellschaftsspiele Die Säulen der Erde 2006 bei Kosmos und Cuba 2007 bei Eggertspiele veröffentlicht. Das Erstlingswerk Die Säulen der Erde erreichte den 1. Platz beim Deutschen Spiele Preis und wurde international mehrfach ausgezeichnet. Auch Cuba fand in der Spielewelt Beachtung und erreichte 2007 den 3. Platz beim Deutschen Spielepreis.
Auf der Essener Spielemesse 2009 wurde mit Die Tore der Welt das dritte Spiel der Öffentlichkeit vorgestellt. Es beruht, ebenso wie das erste Spiel, auf einem gleichnamigen Roman von Ken Follett. Auch Die Tore der Welt ist ein Ergebnis der Zusammenarbeit mit Michael Rieneck und ebenfalls im Kosmos-Verlag erschienen. Im Jahr 2010 wurde Die Tore der Welt mit dem erstmals verliehen Kritikerpreis Spiel des Jahres Plus ausgezeichnet. Beim Deutschen Spiele Preis erreichte es den 3. Platz. Weitere veröffentlichte Spiele sind Rummelplatz (Eggertspiele) und Fortuna (Gamemaster).
Stefan Stadler lebt in Stuttgart und arbeitet als Spieleredakteur bei Pegasus Spiele.

## Auszeichnungen
Das gemeinsam mit Michael Rieneck entwickelte Spiel Die Säulen der Erde wurde vielfach ausgezeichnet:
- Deutscher Spiele Preis: 1. Platz 2007
- Spiel des Jahres: Empfehlungsliste 2007
- Spiel der Spiele: Spiele Hit für Experten 2007[1]
- Schweizer Spielepreis 2007: 3. Platz Strategiespiele
- Juego del año (Spanien) 2007[2]
- Årets Spill (Norwegen): Familienspiel 2007[3]
- Japan Boardgame Prize: Best Advanced Game 2007[4]
- Games Magazine: Game of the Year 2008[5]
- International Gamers Award 2007: nominiert
- Niederländischer Spielepreis 2007: nominiert

Auszeichnungen für das Spiel Die Tore der Welt:
- Spiel des Jahres: Sonderpreis „Spiel des Jahres plus“ 2010